# Ralph Rainger
Ralph Rainger est un compositeur américain, né le 7 octobre 1901 à New York, mort le 23 octobre 1942 en Californie.

## Filmographie partielle
- 1930 : Queen High de Fred C. Newmeyer
- 1930 : The Sea God de George Abbott
- 1930 : The Virtuous Sin de George Cukor et Louis J. Gasnier
- 1930 : Tom Sawyer de John Cromwell
- 1930 : Sea Legs de Victor Heerman et Richard Wallace
- 1930 : Along Came Youth de Lloyd Corrigan et Norman Z. McLeod
- 1931 : Gente alegre d'Edward D. Venturini
- 1931 : I Take This Woman de Marion Gering
- 1931 : Women Love Once  d'Edward Goodman
- 1931 : Le Rebelle d'Adelqui Migliar
- 1931 : Die Nacht der Entscheidung de Dmitriy Bukhovetskiy
- 1931 : La Folie des hommes (Rich Man's Folly) de John Cromwell
- 1931 : Touchdown! de Norman Z. McLeod
- 1931 : Pénitencier de femmes (Ladies of the Big House) de Marion Gering
- 1932 : No One Man
- 1932 : La Belle Nuit (This Is the Night) de Frank Tuttle
- 1932 : Plumes de cheval (Horse Feathers)
- 1932 : Nuit après nuit (Night After Night)
- 1933 : Lady Lou (She Done Him Wrong)
- 1933 : Pick-up
- 1933 : The Story of Temple Drake
- 1933 : Monsieur Bébé (A Bedtime Story) de Norman Taurog
- 1933 : International House
- 1933 : La Lune à trois coins (Three-Cornered Moon)
- 1933 : Chanteuse de cabaret (Torch Singer)
- 1933 : L'Amour guide
- 1934 : Petite Miss (Little Miss Marker) de Alexander Hall
- 1934 : Poker Party (Six of a Kind) de Leo McCarey
- 1934 : Search for Beauty
- 1934 : Les Gars de la marine (Come on Marines) de Henry Hathaway
- 1934 : Bolero
- 1934 : El Matador (The Trumpet Blows)
- 1934 : Shoot the Works
- 1934 : Kiss and Make-Up
- 1934 : The Notorious Sophie Lang
- 1934 : She Loves Me Not d'Elliott Nugent
- 1934 : Mrs. Wiggs of the Cabbage Patch de Norman Taurog
- 1934 : Limehouse Blues
- 1935 : La Femme et le Pantin (The Devil is a Woman)
- 1935 : La Dernière Rumba (Rumba)
- 1935 : Señora casada necesita marido
- 1935 : Goin' to Town
- 1936 : Allegretto
- 1936 : F-Man
- 1936 : Palm Springs
- 1936 : Poppy
- 1936 : Three Cheers for Love
- 1936 : Rhythm on the Range
- 1936 : Hollywood Boulevard
- 1937 : Waikiki Wedding
- 1937 : Trompette Blues (Swing High, Swing Low) de Mitchell Leisen
- 1937 : La Vengeance du cow-boy (en) (Hills of Old Wyoming) de Nate Watt
- 1938 : Romance in the Dark
- 1938 : Toura, déesse de la Jungle (Her Jungle Love)
- 1939 : Sunset Trail (en) de Lesley Selander
- 1939 : Law of the Pampas
- 1939 : Les Voyages de Gulliver (Gulliver's Travels)
- 1941 : Soirs de Miami (Moon over Miami)
- 1941 : Tall, Dark and Handsome
- 1941 : Rise and Shine